# كينيث هاينر-مولر
كينيث هاينر-مولر (بالدنماركية: Kenneth Heiner-Møller)‏ هو مدرب كرة قدم ولاعب كرة قدم دنماركي في مركز الهجوم، ولد في 17 يناير 1971 في Gentofte Municipality ‏ في الدنمارك. لعب مع آرهوس جمناستيك فورينينغ ونادي فايله ونادي فيرينتسفاروشي.

## وصلات خارجية
- كينيث هاينر-مولر على موقع الاتحاد الدولي (مؤرشف)  (الإنجليزية)
- كينيث هاينر-مولر على موقع قاعدة بيانات كرة القدم.إي يو (الإنجليزية)